# ハンネス・デルクロワ
ハンネス・デルクロワ（Hannes Delcroix、1999年2月28日 - ）は、ハイチ・プティット＝リヴィエール＝ド＝ラルティボニット出身のサッカー選手。ポジションはDF。

## クラブ経歴
ハイチで生まれたが、デルクロワがまだ幼い時、ベルギーのカルムトハウトに移住した。2013年にはRSCアンデルレヒトの下部組織に加入し、2017年1月25日、クラブと初のプロ契約を交わした。2018年8月5日、KVオーステンデ戦でプロデビューを果たした。

## 代表歴
2020年11月11日、スイス代表との親善試合で代表デビュー。